# Kopidlno
Kopidlno település Csehországban, a Jičíni járásban. Kopidlno Rožďalovice, Budčeves, Údrnice, Cholenice, Libáň, Jičíněves, Vršce és Chotěšice településekkel határos. Lakosainak száma 2205 fő (2024. január 1.).

## Népesség
A település lakosságának változását az alábbi diagram mutatja:
| Lakosok száma | 2462 | 3169 | 3183 | 2487 | 2092 | 2204 | 2150 | 2080 | 2136 | 2205 |
|               | 1869 | 1890 | 1921 | 1950 | 1980 | 2001 | 2017 | 2019 | 2022 | 2024 |